# Cầu Thống đốc Nobre de Carvalho
Cầu Thống đốc Nobre de Carvalho (tiếng Bồ Đào Nha: Ponte Governador Nobre de Carvalho), còn được gọi là Cầu Ma Cao–Taipa, là cây cầu hai làn xe nối Bán đảo Ma Cao gần Sòng bạc Lisboa và đảo Taipa ở sườn phía Bắc của Taipa Pequena (Đồi Taipa Nhỏ) băng qua cựu Baía da Praia Grande. Đây là cây cầu đầu tiên ở Ma Cao nối liền bán đảo và Taipa. Nó được người dân địa phương gọi là "Cây cầu cổ" (tiếng Trung: 舊大橋).
Khu kỳ Ma Cao sử dụng cây cầu này làm biểu tượng.